# Shakhriyar Mamedyarov
Shakhriyar Hamid oglu Mammadyarov (tiếng Azerbaijani: Şəhriyar Həmid oğlu Məmmədyarov; sinh ngày 12 tháng 4 năm 1985), cũng được gọi là Shah và Shak, là một đại kiện tướng cờ vua người Azerbaijan.

## Sự nghiệp
Tháng 4 năm 2017 Mamedyarov vô địch giải cờ vua Tưởng niệm Gashimov lần thứ hai liên tiếp. Anh đạt 5,5/9 điểm (+3 =5 –1), hơn nhóm thứ hai nửa điểm.

### Đồng đội

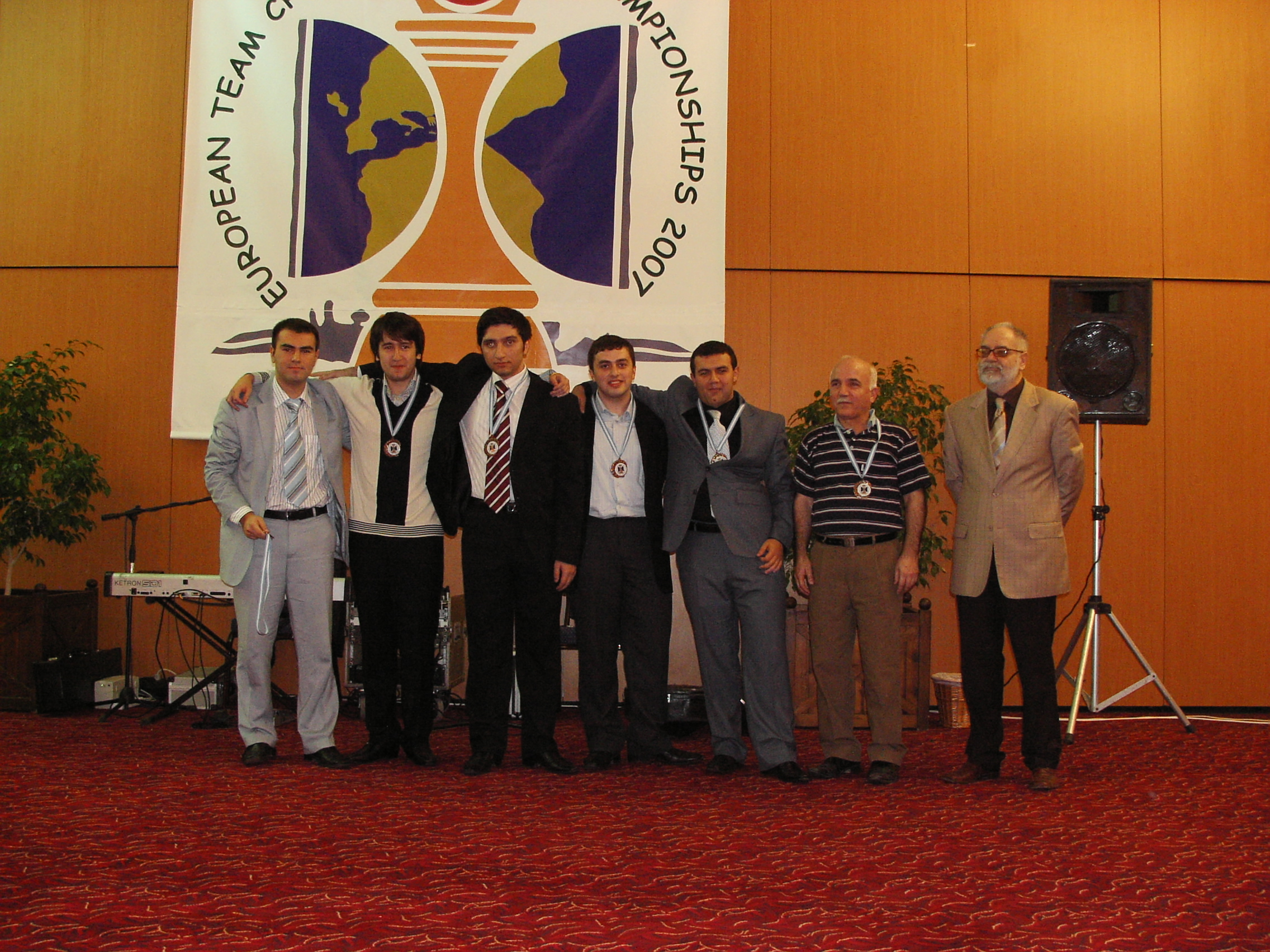
Mamedyarov (ngoài cùng bên trái) với đội cờ Azerbaijan giành hạng ba châu Âu năm 2007

Mamedyarov thi đấu cho đội tuyển Azerbaijan 7 Olympiad cờ vua trong khoảng thời gian từ 2000 đến 2014, hai lần ngồi bàn 1. Thành tích cá nhân cao nhất của anh là huy chương vàng bàn 3 năm 2012 với hiệu suất thi đấu lên đến 2880. Tại các giải vô địch đồng đội châu lục, các năm 2009 và 2013, anh cùng đội tuyển Azerbaijan vô địch, năm 2007 huy chương đồng và 2011 huy chương bạc.

## Phong cách chơi cờ
Mamedyarov có phong cách chơi tấn công. Anh được biết đến với việc thử nghiệm với các khai cuộc lạ, chẳng hạn như phòng thủ Alekhine và Budapest Gambit.

## Thành tích đáng chú ý
- 2014 Tal Memorial, vô địch[8]
- 2013 Beijing FIDE Grand Prix 2012–2013, vô địch[9]
- 2013 Geneva Chess Masters, vô địch[10]
- 2013 World Rapid Chess Championship Khanty-Mansiysk, vô địch
- 2012 Olympiad Cờ vua 2012 Thổ Nhĩ Kỳ, huy chương vàng cá nhân bàn 3
- 2010 Tal Memorial, đồng vô địch[11]
- 2010 The President's Cup, đồng vô địch[12]
- 2009 Chess Classic, Mainz, vô địch[13]
- 2008 Rapid Tournament, Corsica, vô địch[14]
- 2007 Rapid Tournament, Czech Republic, vô địch
- 2006 Hoogeveen Essent Tournament, vô địch[15]
- 2006 Ordix Open, đồng vô địch[16]
- 2006 Aeroflot Open, Moscow, Russia, đồng vô địch[17]
- 2006 Reykjavík Open, đồng vô địch[18]
- 2006 The President's Cup, Baku, Azerbaijan vô địch[19]
- 2004 Dubai Open, Dubai, vô địch[20]
- 2003 Vô địch Giải vô địch cờ vua trẻ thế giới[21]
- 2003 Winner of World Junior Championship, Nakhchivan, Azerbaijan[22]

## Gia đình
Huấn luyện viên ban đầu của Mamedyarov chính là cha anh. Ông là một cựu võ sĩ quyền Anh. Mamedyarov có hai chị em gái, Zeinab Mamedyarova và Turkan Mamedyarova. Họ đều là đại kiện tướng nữ.

## Các ván cờ đáng chú ý
- Shakhriyar Mamedyarov vs Gata Kamsky, Mtel Masters 2007, Slav Defense: General (D10), 1-0
- Shakhriyar Mamedyarov vs Vassily Ivanchuk, Tal Memorial 2007, Semi-Slav Defense: General (D43), 1-0
- Shakhriyar Mamedyarov vs Magnus Carlsen, Baku Grand Prix 2008, Queen's Indian Defense: Fianchetto, Kramnik Variation (E17), 1-0
- Vladimir Kramnik vs Shakhriyar Mamedyarov, Amber Tournament (Rapid) 2008, Budapest Defense: General (A52), 0-1

## Kết quả thi đấu Cúp thế giới
| Năm             | 2005 | 2007 | 2009 | 2011 | 2013 | 2015 |
| --------------- | ---- | ---- | ---- | ---- | ---- | ---- |
| Chess World Cup | 2R   | 3R   | QF   | 3R   | 4R   | QF   |